# Montazels

Montazels este o comună în departamentul Aude din sudul Franței. În 2009 avea o populație de 506 de locuitori. 